# Liechtensteinische Mundarten
Liechtensteinische Mundart (im Dialekt Liachtaschtanerisch u. ä.) ist eine Sammelbezeichnung für die im Fürstentum Liechtenstein gesprochenen alemannischen Dialekte. Ihre Zugehörigkeit zu den alemannischen Teilmundarten ist, vom höchstalemannischen Walserdeutsch auf dem Triesenberg abgesehen, nicht eindeutig. Aufgrund ihres Vokalismus sind das Unter- und das Oberländische jedoch am ehesten als mittelalemannisch-hochalemannische Übergangsmundart zu charakterisieren.
Die Beispiele für Mundartwörter und -phoneme im Folgenden werden in der Dieth-Schreibung wiedergegeben.

## Geschichtlicher Hintergrund
Das Gebiet des heutigen Fürstentum Liechtenstein wurde während der Römerzeit romanisiert. Das Romanische wurde im 13. Jahrhundert von Feldkirch her nach und nach von einem alemannischen Dialekt verdrängt. Es wird angenommen, dass die deutsch-romanische Sprachgrenze um 1300 südlich von Balzers lag. Zur selben Zeit ließen sich in Triesenberg Walser nieder, die ihren alten Walserdialekt bis heute behielten, wenn auch gewisse Annäherungen der Dialekte im Laufe der Zeit stattfanden. Das romanische Substrat ist noch im ganzen Gebiet besonders in Orts- und Flurnamen deutlich erkennbar.
Im späteren Mittelalter bildete sich im nördlichen Unterland die Herrschaft Schellenberg und im südlichen Oberland die Grafschaft Vaduz. Die Grenze der beiden historischen Territorien entspricht ungefähr der heutigen Dialektgrenze zwischen dem Unterländischen und dem Oberländischen.

## Gliederung
Die Mundarten des Fürstentums Liechtenstein können in drei Dialekte gegliedert werden, was schon im Landesnamen selbst deutlich zum Vorschein kommt:
- das Unterländische im Norden vom Füarschtatum Liachtaschtoo  mit den Gemeinden Ruggell (Ruggäll), Schellenberg (Schellabärg), Gamprin (Gamprii), Eschen (Escha), Mauren (Muura) in Unterländischⓘ/?
- das Oberländische im Süden vom  Förschtatum Liachtaschtaa   mit den Gemeinden Planken (Plangga), Schaan (Schaa), Vaduz (Vadoz), Triesen (Tresa) und Balzers (Baltsers) in Oberländischⓘ/?
- das Walserdeutsche im Südosten vom  Fürschtatum Liachtaschtei in der Gemeinde Triesenberg (Trisabäärg) in Walserdeutschⓘ/?

Auffälligstes Merkmal zwischen Unter- und Oberländisch ist die Vertretung von Mittelhochdeutsch /ei/, das im Unterländischen als langes /oo/, im Oberländischen jedoch als langes /ää/ realisiert wird. Dazwischen liegt ein kleines Gebiet, wo, außer vor z. T. geschwundenem Nasal, /aa/ erscheint. Im Walserischen in Triesenberg ist der Diphthong als /ei/ erhalten. 
Im Oberländischen sind die mittelhochdeutschen Diphthonge /ie, üö, uo/ als /ie, üe, ue/ durchgehend erhalten, während sie im Unterländischen vor Nasal monophthongisiert wurden zu  langem /ee, öö, òò/ mit nasalem Klang. Im Gegensatz hierzu wurden kurzes /i, ü, u/ vor /r/ im Unterländischen  zu /ier, üer, uer/ diphthongiert, im Oberländischen wurden sie zu /er, ör, or/ gesenkt; im Walserdeutschen sind sie als /ir, ür, ur/ erhalten geblieben. Während im Unterländischen offene Silben konsequent gedehnt werden, geschieht dies im Oberländischen nur teilweise.
Das Walserdeutsche von Triesenberg zeigt typische Walser Eigenheiten mit vielen konservativen Zügen. Zu den bereits genannten Konservatismen gesellen sich noch der Erhalt von mhd. /â/ als langes /aa/ (sonst /òò/) und mhd. /ou/ als /òu/ (sonst /oo/),  die erhaltenen Hochzungenvokalen in Hiat und Auslaut wie in frii, buue, nüü «frei, bauen, neu» sowie viele Besonderheiten in der Flexion, besonders beim Adjektiv und beim Verb. Auffällig ist z. B. der zweiformige Verbplural /-en, -ed, -en/, während das Unter- und das Oberländische den einformigen Verplural benutzen /-en, -en, -en/. Neuerungen des Walserdeutschen, die auch in der Mundart von Triesenberg vorkommen, sind Palatalisierung von /s/ in Wörtern wie Iisch «Eis», schi «sie», böösch «böse» oder Müüsch «Mäuse» oder der Sprossvokal in auslautendem /re/ für/-rn/ und /-rm/.
| Mhd. | Unterland     | Oberland  | Triesenberg | Deutsch |
| ---- | ------------- | --------- | ----------- | ------- |
| ei   | Schtòòⓘ       | Schtaaⓘ   | Schtèiⓘ     | Stein   |
| ei   | Òòcha, Aachaⓘ | Aachaⓘ    | Èichaⓘ      | Eiche   |
| ou   | Loobⓘ         | Loobⓘ     | Lòubⓘ       | Laub    |
| ie   | Reemaⓘ        | Riamaⓘ    | Riemaⓘ      | Riemen  |
| uo   | Blòòmaⓘ       | Bluamaⓘ   | Bluemaⓘ     | Blume   |
| iu   | tüüffⓘ        | tüüffⓘ    | töuffⓘ      | tief    |
| â    | Òòbetⓘ        | Òòbetⓘ    | Aabatⓘ      | Abend   |
| i    | Weesaⓘ        | Wesaⓘ     | Wisaⓘ       | Wiese   |
| ir   | Bieraⓘ        | Beraⓘ     | Biraⓘ       | Birne   |
| ur   | Tuermⓘ        | Tormⓘ     | Turaⓘ       | Turm    |
| or   | Kharnⓘ        | Khòrnⓘ    | Chooraⓘ     | Korn    |
| rn   | Hòrnⓘ         | Hòrnⓘ     | Hooraⓘ      | Horn    |
| k-   | Khääsⓘ        | Khèèsⓘ    | Chääsⓘ      | Käse    |
| s    | Iisⓘ          | Iisⓘ      | Iischⓘ      | Eis     |
| nd   | Hunnⓘ         | Hundⓘ     | Hundⓘ       | Hund    |
| –    | Umpòòssaⓘ     | Umbäässaⓘ | Aamässaⓘ    | Ameise  |
| –    | Wèschpl       | Wèschkì   | Wäschgi     | Wespe   |